# 方廷淐
方廷淐（17世紀—17世紀），字叔栗，號思默，江西饒州府浮梁縣人，明朝、南明政治人物。

## 生平
方廷淐是萬曆七年舉人方鳴盛之子，天啟七年（1627年）中江西鄉試第十九名舉人，崇禎七年（1634年）成進士，獲授高淳知縣。高淳是水鄉地方，經常為漕運所困，他向朝廷提出折米一半紓解民困，東壩決堤時又捐俸修築，剛完工大水就湧至，居民因此免於難，在堤上興建生祠祭祀他。五年後他轉任南京禮部主客司主事，隆武年間晉祠祭司員外郎、郎中，和同僚議論不合辭官，朝廷交薦中有「仕高淳半塵不染，繼遷祠部郎中，節操彌堅。」的句子，但他堅持不再出仕，在鄉間公事有利害，人們都聽從他的建議，七十四歲去世。

## 家族
曾祖方羲，按察司照磨；祖方时泰，庠生；父方鸣盛，己卯经魁。

## 引用
1. 1 2  錢海岳《南明史·卷四十三·列傳第十九》：（隆武）時禮部司官：……方廷淐，字思默，浮梁人。崇禎七年進士。授高淳知縣，免民輸納。自主客主事歷祠祭員外郎、郎中，調主客。卒年七十四。
2. ↑  《崇祯七年甲戌科进士履历便览》：方廷淐，曾祖羲，按察司照磨；祖时泰，庠生；父鸣盛，己卯经魁。字叔栗，号思默，易三房，壬寅年七月十五日生，饶州府浮梁县人，丁卯乡试，会八十名，三甲一百五十五名，礼部观政，乙亥授高淳知县，己卯升南礼部祠祭司郎中，辛巳回籍。
3. ↑  道光《浮梁縣志·卷十一·選舉》：崇禎七年甲戌劉理順榜 方鼎淐 《通志》、《府志》竝譌作廷焻，鳴盛子，有傳……天啟七年丁卯（舉人）……方鼎淐 崇禎甲戌進士
4. ↑  道光《浮梁縣志·卷十三·人物》：方廷淐，字叔栗，鳴盛子也，崇禎甲戌進士，授高淳知縣。高淳水鄉重為漕困，廷淐力籲兩臺疏請米折一半，積憊頓紓，東壩堤決，捐俸修築，工甫竣而水至，民以堤成免於難，慶更生建祠堤上祀之。任五載陞南京禮部主事，晉員外、郎中，與同官議論不合投牒歸，既而臺省交薦，有筮「仕高淳半塵不染，繼遷祠部郎中，節操彌堅。」之語，而廷淐固辭不起居林下，公事有利害邑人皆倚其建議，年七十有四卒。